# Nuoto ai Giochi della XXVI Olimpiade - Staffetta 4x100 metri misti maschile
Hanno partecipato alle batterie di qualificazione 25 nazioni: le prime 8 si sono qualificate per la finale.

## Risultati

### Batteria
Si sono qualificate alla finale le squadre che hanno ottenuto uno dei migliori otto tempi di gara.
| Class | Gruppo | Corsia | Nazione       | Nuotatori | Tempo   | Note |
| ----- | ------ | ------ | ------------- | --- | ------- | ---- |
| 1     | 4      | 4      | Stati Uniti   | Tripp Schwenk (55.54) Kurt Grote (1:01.65) John Hargis (53.34) Josh Davis (49.40)                                 | 3:39.93 | Q    |
| 2     | 4      | 5      | Ungheria      | Tamás Deutsch (56.51) Károly Güttler (1:01.55) Péter Horváth (53.03) Attila Zubor (49.96)                         | 3:41.05 | Q,   |
| 3     | 3      | 5      | Germania      | Stev Theloke (56.23) Mark Warnecke (1:01.89) Oliver Lampe (53.67) Bengt Zikarsky (49.31)                          | 3:41.10 | Q    |
| 4     | 2      | 4      | Australia     | Toby Haenen (56.92) Phil Rogers (1:02.21) Scott Miller (52.30) Michael Klim (49.87)                               | 3:41.30 | Q    |
| 5     | 3      | 4      | Russia        | Alexandr Popov (55.71) Roman Ivanovsky (1:02.19) Vladislav Kulikov (53.72) Roman Yegorov (49.87)                  | 3:41.49 | Q    |
| 6     | 3      | 3      | Polonia       | Mariusz Siembida (55.83) Marek Krawczyk (1:02.55) Rafał Szukała (53.54) Bartosz Kizierowski (49.80)               | 3:41.72 | Q,   |
| 7     | 2      | 5      | Giappone      | Keitaro Konnai (55.64) Akira Hayashi (1:01.71) Takashi Yamamoto (53.82) Shunsuke Itō (50.61)                      | 3:41.78 | Q    |
| 8     | 3      | 2      | Israele       | Eithan Urbach (56.82) Vadim Alexeev (1:02.15) Dan Kutler (54.28) Yoav Bruck (48.99)                               | 3:42.24 | Q,   |
| 9     | 1      | 5      | Ucraina       | Volodymyr Nikolaychuk (56.96) Oleksandr Dzhaburiya (1:02.74) Denys Sylantyev (53.29) Pavlo Chnykin (49.30)        | 3:42.29 |      |
| 10    | 4      | 7      | Paesi Bassi   | Martin van der Spoel (57.15) Benno Kuipers (1:02.29) Stefan Aartsen (54.00) Pieter van den Hoogenband (48.98)     | 3:42.42 |      |
| 11    | 2      | 3      | Francia       | Franck Schott (56.08) Vladimir Latocha (1:02.92) Franck Esposito (53.75) Nicolas Gruson (50.19)                   | 3:42.94 |      |
| 12    | 4      | 6      | Canada        | Robert Braknis (56.82) Jonathan Cleveland (1:02.66) Edward Parenti (53.83) Stephan Clarke (49.64)                 | 3:42.95 |      |
| 13    | 4      | 2      | Cina          | Zhao Yi (57.84) Zeng Qiliang (1:01.75) Jiang Chengji (53.22) Zhao Lifeng (50.69)                                  | 3:43.50 |      |
| 14    | 3      | 6      | Nuova Zelanda | Jonathan Winter (57.05) Paul Kent (1:03.10) Danyon Loader (55.20) Trent Bray (50.45)                              | 3:45.80 |      |
| 15    | 1      | 4      | Kazakistan    | Sergey Ushkalov (58.41) Aleksandr Savitsky (1:06.45) Andrey Gavrilov (54.05) Aleksey Yegorov (50.60)              | 3:49.51 |      |
| 16    | 3      | 7      | Croazia       | Tomislav Karlo (57.32) Krešimir Čač (1:06.02) Miloš Milošević (54.66) Miroslav Vučetić (52.09)                    | 3:50.09 |      |
| 17    | 3      | 1      | Corea del Sud | Kim Min-suk (58.75) Cho Kwang-jea (1:02.19) Yang Dae-chul (57.73) Koh Yun-ho (52.17)                              | 3:50.84 |      |
| 18    | 2      | 7      | Lituania      | Darius Grigalionis (56.66) Nerijus Beiga (1:04.55) Mindaugas Bružas (57.48) Raimundas Mažuolis (52.62)            | 3:51.31 |      |
| 19    | 2      | 1      | Porto Rico    | Carlos Bodega (1:02.33) Todd Torres (1:03.50) Ricardo Busquets (54.45) José González (51.76)                      | 3:52.04 |      |
| 20    | 1      | 3      | Malaysia      | Alex Lim (58.48) Elvin Chia (1:04.42) Anthony Ang (55.23) Wan Azlan Abdullah (54.45)                              | 3:52.58 |      |
| 21    | 2      | 8      | Kirghizistan  | Konstantin Priahin (1:00.25) Yevgeny Petrashov (1:07.43) Konstantin Andriushin (57.63) Sergey Ashihmin (50.93)    | 3:56.24 |      |
| 22    | 4      | 1      | Thailandia    | Dulyarit Phuangthong (59.13) Ratapong Sirisanont (1:04.60) Niti Intharapichai (58.32) Torlarp Sethsothorn (54.75) | 3:56.80 |      |
| 23    | 3      | 8      | Singapore     | Gerald Koh (1:00.99) Desmond Koh (1:07.07) Thum Ping Tjin (57.83) Sng Ju Wei (53.62)                              | 3:59.51 |      |
| 24    | 4      | 8      | Portogallo    | Nuno Laurentino (58.02) José Couto (1:03.53) Miguel Cabrita (56.53) Miguel Machado (52.37)                        | dq      |      |
| 25    | 4      | 3      | Gran Bretagna | Neil Willey (55.99) Richard Maden (1:01.92) James Hickman (52.69) Nicholas Shackell                               | dq      |      |

### Finale
| Class   | Corsia | Nazione     | Nuotatori                                                                                            | Tempo   | Note |
| ------- | ------ | ----------- | --- | ------- | ---- |
| Oro     | 4      | Stati Uniti | Jeff Rouse (53.95) Jeremy Linn (1:00.32) Mark Henderson (52.39) Gary Hall Jr. (48.18)                | 3:34.84 |      |
| Argento | 2      | Russia      | Vladimir Sel'kov (55.53) Stanislav Lopukhov (1:01.66) Denis Pankratov (51.55) Alexandr Popov (48.81) | 3:37.55 |      |
| Bronzo  | 6      | Australia   | Steven Dewick (56.65) Phil Rogers (1:01.71) Scott Miller (52.04) Michael Klim (49.16)                | 3:39.56 |      |
| 4       | 3      | Germania    | Ralf Braun (55.76) Mark Warnecke (1:01.40) Christian Keller (53.15) Björn Zikarsky (49.33)           | 3:39.64 |      |
| 5       | 1      | Giappone    | Keitaro Konnai (55.70) Akira Hayashi (1:01.46) Takashi Yamamoto (53.28) Shunsuke Itō (50.07)         | 3:40.51 |      |
| 6       | 5      | Ungheria    | Tamás Deutsch (56.54) Károly Güttler (1:01.41) Péter Horváth (53.25) Attila Czene (49.64)            | 3:40.84 |      |
| 7       | 7      | Polonia     | Mariusz Siembida (55.82) Marek Krawczyk (1:02.71) Rafał Szukała (53.29) Bartosz Kizierowski (50.12)  | 3:41.94 |      |
| 8       | 8      | Israele     | Eithan Urbach (56.79) Vadim Alexeev (1:02.18) Dan Kutler (54.32) Yoav Bruck (49.61)                  | 3:42.90 |      |